# Fetitxisme de pit

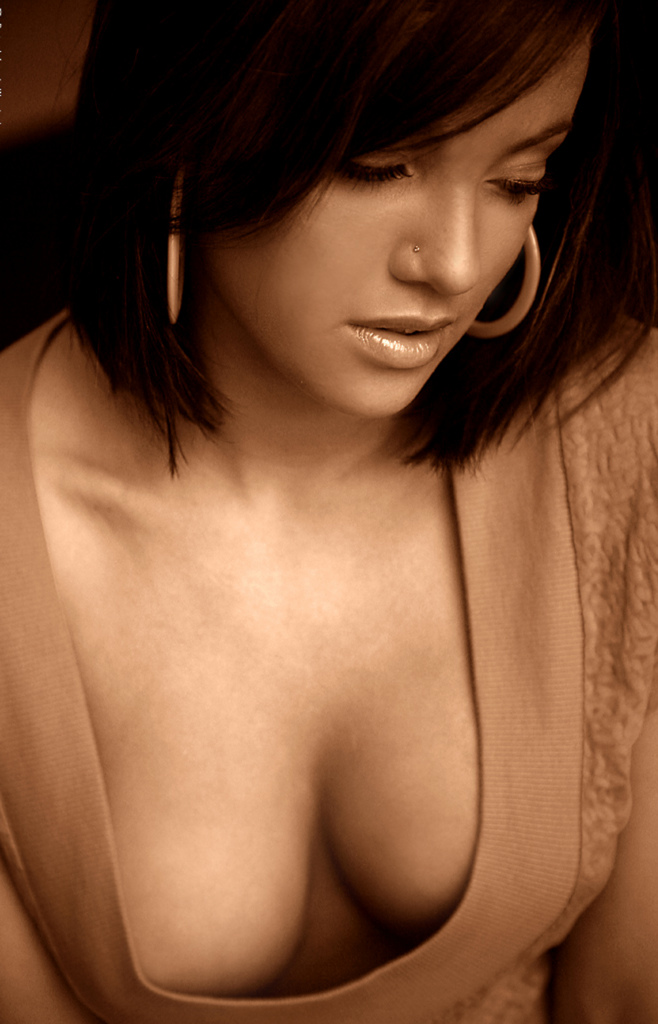
Un escot deixant veure els pits.

Com a parafília el fetitxisme de pit (també conegut com a mastofacte, parcialisme del pit o mazofília) és un interès sexual altament atípic que consisteix en un enfocament exclusiu en els pits femenins, que és un tipus de parcialisme. El terme fetitxisme del pit també s'utilitza en un sentit no parafílic, per referir-se a l'atenció cultural als pits femenins i la sexualitat que representen.

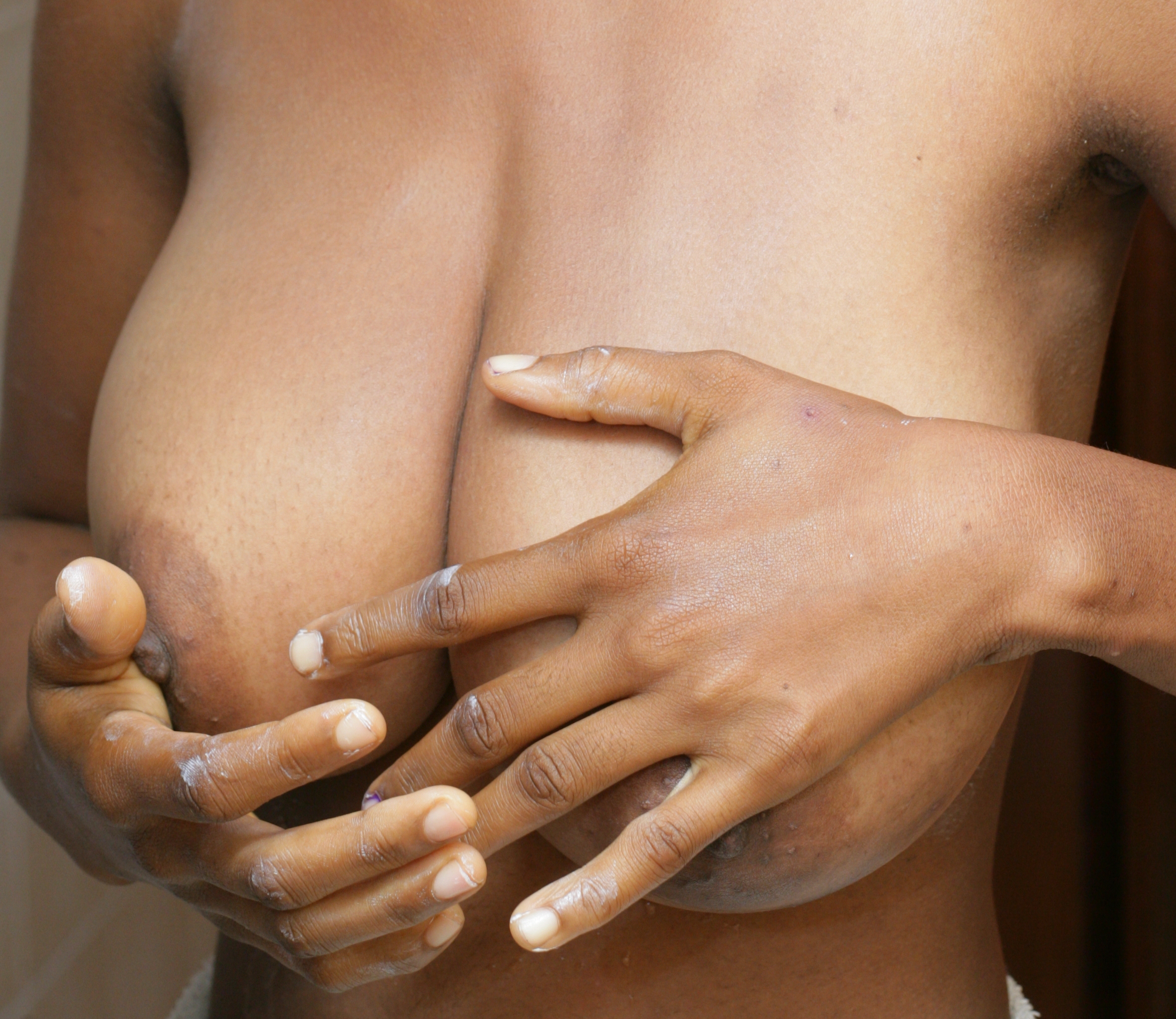
Els pits grans sovint són objecte d'atracció d'alguns homes

Els científics plantegen la hipòtesi que l'atracció sexual no parafílica cap als pits és el resultat de la seva funció com a característica sexual secundària. Els pits tenen papers tant en el plaer sexual com en la reproducció.

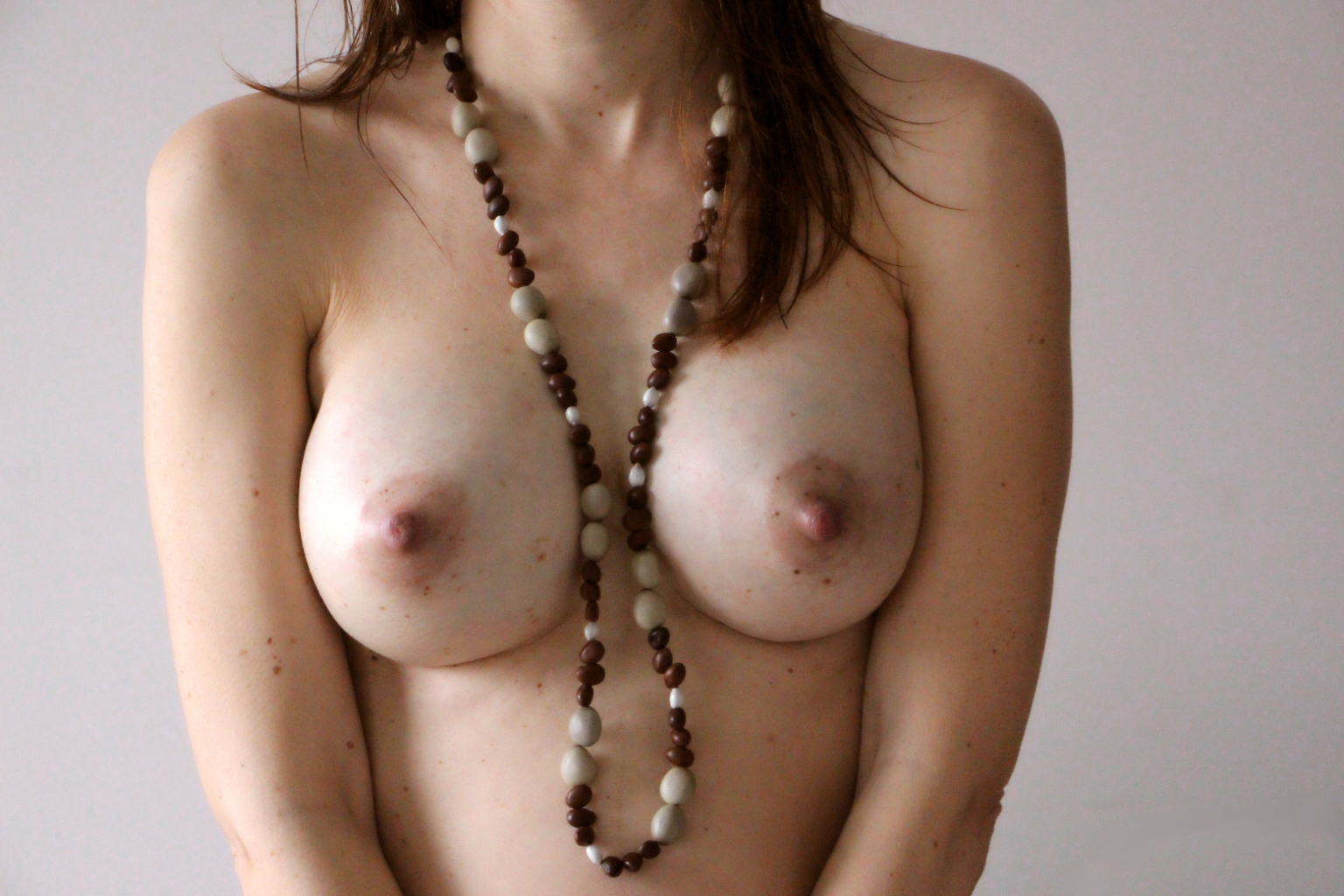

Alguns autors han discutit la fascinació moderna i generalitzada pels pits entre els homes heterosexuals de les societats occidentals, especialment als Estats Units, en el context del fetitxisme sexual.

## Explicació científica
Els científics plantegen la hipòtesi que l'atracció sexual no parafílica als pits és el resultat de la seva funció com a característica sexual secundària. Els pits tenen papers tant en el plaer sexual com en la reproducció. Els homes solen trobar atractius els pits femenins i això és cert per a una varietat de cultures.
El zoòleg i etòleg Desmond Morris teoritza que l'escissió és un senyal sexual que imita la imatge de l'escissió de les natges, que segons Morris a The Naked Ape també és exclusiu dels humans, altres primats per regla general tenen les natges molt més planes. Els psicòlegs evolucionius teoritzen que els pits dels humans engrandits permanentment, en canvi als pits d'altres primats, que només augmenten durant l'ovulació, permet que les femelles humanes "sol·licitin l'atenció i la inversió [humana] dels homes fins i tot quan no són realment fèrtils".
L'atracció sexual pels pits es considera normal tret que sigui exclusiva i, per tant, és una forma de parcialisme.

## Societat i cultura

### General
Hi ha una fascinació generalitzada pels pits de les dones, i especialment per la seva mida. Moltes persones, tant homes com dones, consideren que els pits són una característica sexual secundària de la dona.

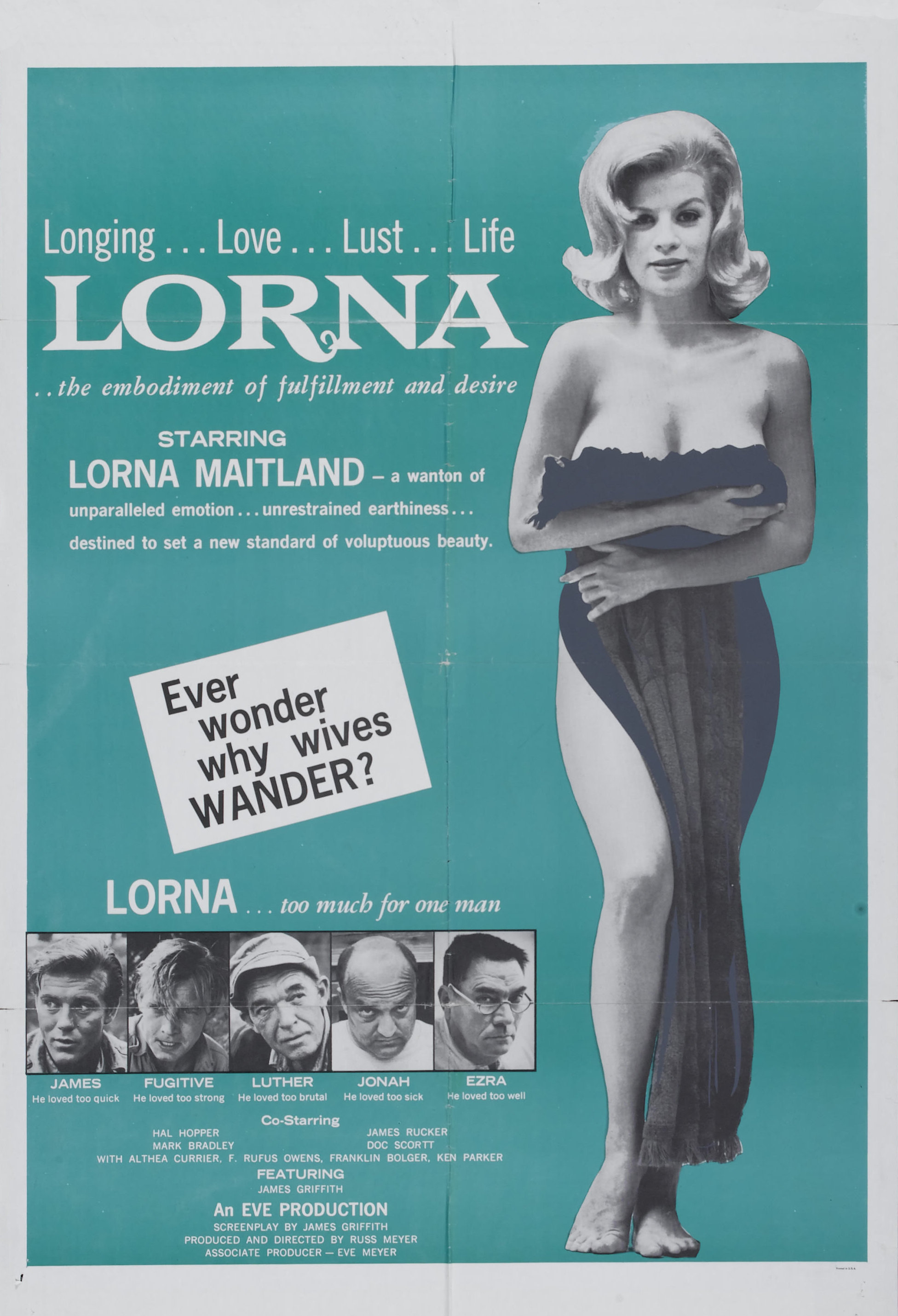
Cartell de "Lorna" de Russ Meyer

La moda femenina moderna que se centra en la roba ajustada i l'exhibició d'escot s'ha atribuït a un augment del fetitxisme dels pits. La mostra d'escot amb un escot baix sovint es considera una forma de coqueteig o seducció femení, així com estètica o eròtica. La majoria dels homes heterosexuals obtenen el plaer eròtic de veure els pits d'una dona, i algunes persones els dona plaer que la seva parella femení exposi l'escot. Quan l'escot es millora amb un sostenidor que apuja o s'exposa amb un escot baix, pot cridar l'atenció. Hi ha diferències d'opinió quanta exposició en públic d'escot és acceptable. La mesura en què una dona pot exposar els seus pits depèn del context social i cultural. Mostrar escot o qualsevol part del pit femení es pot considerar inadequat o fins i tot prohibit pels codi de vestimenta s en alguns entorns, com ara llocs de treball, esglésies i escoles, mentre que en alguns espais es pot permetre mostrar tant escot com sigui possible o fins i tot encoratjat. L'exposició de mugró o arèola gairebé sempre es considera topless, per alguns considerats immodesta i en alguns casos com lasciva o comportament indecent. L'historiador d'art James Laver va argumentar que els estàndards canviants de l'escot revelador és més destacat en roba de nit que en roba de dia al món occidental.
Productors de cinema com Russ Meyer van produir pel·lícules que presentaven actrius amb pits grans. Lorna (1964) va ser la primera de les seves pel·lícules on l'actriu principal, Lorna Maitland, va ser seleccionada en funció de la mida del pit. Altres actrius de pits grans utilitzades per Meyer foren Kitten Natividad, Erica Gavin, Tura Satana i Uschi Digard. La majoria eren de pit gros natural; de tant en tant, Meyer va contractar dones durant els primers trimestres de l'embaràs per augmentar encara més la mida del seu pit. L'autor i director William Rotsler va dir: "Amb Lorna Meyer va establir la fórmula que el va fer ric i famós, la fórmula de la gent filmada amb l'odi màxim, la luxúria màxima, el més fort".
Pel que fa a la pornografia, segons les estadístiques dels llocs web Pornhub i YouPorn, la preferència pels pits o les natges varia entre països i, de mitjana, entre regions del món; als Estats Units i la major part d'Amèrica Llatina i Àfrica es troben al grup de les natges, i la major part d'Europa i gran part d'Àsia es troben al grup dels pits.

### Opinions alternatives
El terme fetitxisme del pit també s'utilitza en contextos etnogràfics i feministes per descriure una societat amb una cultura dedicada als pits, generalment com a objectes sexuals. Algunes feministes han argumentat que s'han trobat incidents de fetitxisme mamari que es remunten a l'època Neolítica, amb els santuaris de la deessa de Çatalhöyük (a la Turquia moderna). Les excavacions arqueològiques de la vila c.1960 va revelar les parets del santuari (s) adornades amb parells de pits incorpònies que semblaven tenir "una existència pròpia". Elizabeth Gould Davis argumenta que les dones de Çatalhöyük veneraven els pits (juntament amb els fal·lus) com a instruments de maternitat, però va ser després del que ella descriu com una revolució patriarcal, quan els homes s'havien apropiat tant de l'adoració del fal·lus com del "fetitxe del pit" - que aquests òrgans "adquiriren el significat eròtic del qual ara estan dotats".
Alguns autors dels Estats Units han discutit l'atracció pels pits femenins en el context del fetitxisme sexual, i han afirmat que és l'objecte fetitxisme estatunidenc preferit, o aquest fetitxisme mamari es troba principalment als Estats Units.